# Zoran Mitev
Zoran Mitev, makedonsko-slovenski fagotist, * 1962.
Srednjo glasbeno šolo je končal v Makedoniji, na Akademiji za glasbo v Ljubljani pa je diplomiral v razredu prof. Božidarja Tumpeja (med študijem je prejel dve Študentski Prešernovi nagradi). Izpopolnjeval se je v Budimpešti, v Moskvi, na Dunaju in v Gradcu. Koncertiral je po mnogih evropskih državah, kot solist pa je nastopil z vsemi pomembnejšimi orkestri v Sloveniji. Med letoma 1984 in 1992 je bil solo-fagotist v Orkestru Opere in baleta SNG Ljubljana, od 1992 pa je solo-fagotist v Simfoničnem orkestru Slovenske Filharmonije.